# Побеснели Макс
Побеснели Макс (енгл. Mad Max) је аустралијски акционо-дистопијски филм из 1979. године, редитеља Џорџа Милера, који је и написао сценарио заједно са Џејмсом Макозландом. У насловној улози је Мел Гибсон као Макс Рокатански, полицајац који је постао осветник у дистопијској Аустралији у блиској будућности. Споредне улоге тумаче Џоана Самјуел, Хју Киз-Берн, Стив Бизли, Тим Бернс и Роџер Ворд.
Филм је сниман у Мелбурну и околини у периоду од шест недеља. По објављивању је наишао на помешане реакције критичара, иако је освојио четири награде ААКТА. Снимљен са буџетом од 400.000 аустралијских долара, зарадио је преко 100 милиона америчких долара широм света и поставио Гинисов рекорд за најпрофитабилнији филм. Успех Побеснелог Макса заслужан је за даље отварање глобалног тржишта за филмове аустралијског новог таласа.
Побеснели Макс је постао први филм у истоименом серијалу, а прате га три наставка: Побеснели Макс 2: Друмски ратник (1981), Побеснели Макс 3 (1985) и Побеснели Макс: Ауто-пут беса (2015). Спиноф филм под насловом Фуриоза: Побеснели Макс сага премијерно је приказан 2024. године.

## Радња
Дистопијска Аустралија блиске будућности суочава се са сломом грађанског поретка првенствено због широко распрострањене несташице нафте и екоцида. Одметнути члан мотоциклистичке банде Крофорд Монтазано „Ноћни Јахач” убија новајлију слабо финансиране Главне патролне снага (МФП) — једне од последњих преосталих служби за спровођење закона — и бежи са својом девојком у аутомобилу убијеног. Ноћни Јахач успева да избегне МФП све док главни човек организације, Макс Рокатански, не успе да га усмери ка блокади на путу, што резултира ватреном несрећом у којој гину и Ноћни Јахач и његова девојка.
У гаражи МФП-а, Максу је представљен његов нови полицијски аутомобил: специјално направљени црни Pursuit Special са ваздушним компресором и V8 мотором. Разговор између Максовог надређеног капетана Фреда „Фифија” Макафија и полицијског комесара Лабатуша открива да је нови аутомобил покушај подмићивања Макса, који се уморио од полицијског посла, да остане у служби. Мотоциклистичка банда Ноћног Јахача, коју предводе Прстосек и Баба Занети, прави нереде у граду, уништавајући имовину, крадући гориво и тероришући становништво. Један млади пар покушава да им побегне, али банда уништава њихов аутомобил и напада их. Макс и колега полицајац Џим „Гус” Рејнс хапсе Прстосековог младог штићеника Џонија Боја на месту догађаја. На суду се не појављују сведоци и Џони се сматра ментално неспособним да би му се судило. Упркос Гусовим жестоким приговорима, Џони је пуштен.
Док Гус посећује ноћни клуб у граду те ноћи, Џони саботира његов полицијски мотор, узрокујући да се сутрадан закључа великом брзином и избаци Гуса са пута. Ошамућен, али неповређен, Гус позајмљује друго возило да довуче свој мотор назад у седиште МФП-а. На путу, Џони баца чељусну кочницу кроз своје ветробранско стакло и Гус се поново судара. Прстосек подстиче и тера невољног Џонија да баци шибицу у олупину аутомобила, палећи Гуса живог. Након што је видео Гусово угљенисано тело на интензивној нези, Макс обавештава Фифија да даје оставку у МФП-у како би спасио оно што је остало од његовог здравог разума. Фифи га убеђује да узме мало слободног времена пре него што донесе одлуку, па Макс одлази на одмор са својом женом Џеси и малим сином „Спрогом” (аустралијски сленг за дете). Када застану да замене гуму, Џеси води Спрога да узме сладолед, а Прстосек и његова банда почињу да је малтретирају. Она бежи, а породица одлази на удаљену фарму у власништву старе пријатељице, Меј Свејзи.
Група јури Џеси кроз шуму и хвата Спрога док Макс креће у потрагу за њима. Меј помаже Џеси да ослободи дечака и њих троје беже комбијем, који се убрзо поквари. Џеси узима Спрога и трчи низ пут док их банда не сустигне и прегази. Спрог остаје мртав на лицу места, док је Џеси у коми доведена на интензивну негу, где се очекује да ће подлећи повредама. Бесан због губитка породице, Макс облачи полицијску униформу и узима свој нови службени аутомобил без овлашћења да гони и елиминише банду. Он убија неколико чланова банде пре него што је ухваћен у замку коју су поставили Прстосек, Баба и Џони. Баба пуца Максу у ногу и вози преко његове руке пре него што Макс успе да пуца у Бубу из пиштоља. Прстосек и Џони се удаљавају, а Макс отетура до свог аутомобила и јури Прстосека, којег тера на путању камиона који се приближава.
После дуге потраге, Макс проналази Џонија како краде чизме од мртвог возача. Игноришући Џонијеве очајничке тврдње да није убио човека и да није одговоран за оно што се догодило Максовој породици због дијагностиковане психопатије, Макс везује Џонијев глежањ лисицама за преврнуто возило мртваца и прави груби фитиљ користећи нафту која цури и Џонијев упаљач. Даје Џонију тестеру, говорећи му да може или да покуша да пререже лисице, за шта ће му требати десет минута, или сопствени чланак, за шта ће му требати пет минута, како би преживео. Возило експлодира док Макс одлази.

## Улоге
| Глумац        | Улога                           |
| ------------- | ------------------------------- |
| Мел Гибсон    | Макс Рокатански                 |
| Џоана Самјуел | Џеси Рокатански                 |
| Хју Киз-Берн  | Прстосек                        |
| Роџер Ворд    | капетан Фред „Фифи” Макафи      |
| Стив Бизли    | Џим „Гус” Рејнс                 |
| Тим Бернс     | Џони Бој                        |
| Џеф Пери      | Баба Занети                     |
| Шила Флоренс  | Меј Свејзи                      |
| Брендан Хит   | „Спрог” Рокатански              |
| Винсент Гил   | Крофорд Монтазано / Ноћни Јахач |

## Возила
Најупечатљивије возило је Максов црни Ford XB Falcon Hardtop лимитиране серије из 1973. године са V-8 мотором, ваздушним компресором и многим другим модификацијама. Возило ноћног јахача је Holden Monaro купе из 1972. године.
До краја снимања уништено је 14 разних возила. Аутомобил уништен у уводној сцени Mazda Bongo припадао је редитељу Милеру, пошто је продукцији понестајало новца.

## Занимљивости
- Мел Гибсон није отишао на аудицију за филм како би добио улогу, него како би отпратио свог пријатеља до тамо. Али дан пре се потукао у неком бару и био пун модрица, па су му рекли да се врати за три недеље. Када се вратио након три недеље, модрице су зацелиле и замолили су га да направи аудицију за главну улогу.
- Око 20% сцена потере није снимљено по плану због мањка новца.
- Већина статиста у филму плаћена је пивом.